# Carl Gustav Clodt von Jürgensburg
Baron Carl Gustav Clodt von Jürgensburg (rusko Карл Фёдорович Клодт фон Юргенсбург), ruski general baltsko-nemškega rodu, * 1765, † 1822.
Bil je eden izmed pomembnejših generalov, ki so se borili med Napoleonovo invazijo na Rusijo; posledično je bil njegov portret dodan v Vojaško galerijo Zimskega dvorca.

## Življenje
Šolanje je prejel v Višgorodski šoli v Revelu, nato pa je 4. februarja 1780 kot vodnik vstopil v Bombardirski polk. 7. decembra 1787 je bil povišan v poročnika in premeščen v generalštab (v oskrbovalni oddelek). 
Udeležil se je vojn s Turki v letih 1789-90 in 1806-12; 8. avgusta 1806 je bil povišan v polkovnika. Med patriotsko vojno se je izkazal, tako da je bil 11. januarja 1814 povišan v generalmajorja. 
16. marca 1817 je postal načelnik štaba samostojnega sibirskega korpusa.